# シブヤを笑顔にする会
シブヤを笑顔にする会（しぶやをえがおにするかい）は、東京都渋谷区の議会における地方議会会派。長谷部健渋谷区長と「志を同じくする会派」であり、区政与党である。前身は、 長谷部健渋谷区長が渋谷区議時代に副幹事長をしていた「無所属クラブ」。略称「シブヤ笑顔」。

## 歴史
2015年4月26日渋谷区長選挙前である同年4月2日に渋谷区議の長谷部健がまだ区長候補出馬時代に、桑原敏武区長（当時）から後継指名を記者の前で受けるという記者会見がされた。そして、長谷部健候補を支持する岡田麻理議員、小栁政也議員、伊藤毅志議員の3人の渋谷区議も出席した。長谷部は大手広告代理店「博報堂」出身で2012年に全国初の「同性パートナー条例」の基になるアイデアを提案した渋谷区の区議であり、桑原敏武区長の後継指名も受けていた人物である。そして、同2015年に4新人の争いとなった渋谷区長選挙で当選した。同2015年の渋谷区長・区議選挙後には、前述の岡田麻理議員、小栁政也議員、伊藤毅志議員に加えて、当選した薬丸義人議員と 日本を元気にする会所属で初当選の田中たくみ議員の計5名の会派として結成された。田中議員は2015年の渋谷区議会議員選挙に初当選した際、自身の政党である「日本を元気にする会」所属の渋谷区議会議員は一人だったため、「無所属クラブ」に合流した。
2021年4月期から男性議員3名と女性議員5名の計8名で構成されている。
長谷部健区長を支える区政与党会派である「シブヤを笑顔にする会」には、2021年12月時点で仮面女子出身の元アイドル橋本侑樹が「あたらしい党」から立候補から当選後に所属している。

## メンバー

### 役職
- 幹事長 伊藤毅志[4]
- 副幹事長 岡田麻理[4][8]
- 会計 薬丸義人

### 会員
- 橋本侑樹[9]
- 神薗麻智子
- 田中匠身

## 関連
- 杉山文野/ 松中権/ 渋谷区男女平等及び多様性を尊重する社会を推進する条例[8]